# 深圳大学
深圳大学（しんせんだいがく）は、広東省深圳市南山区深圳湾に本部を置く中華人民共和国の総合大学である。1983年に設置された。最寄り駅は深圳地下鉄1号線（羅宝線）深大駅と桃園駅。深圳大学の后海キャンパスは南山区深圳湾（后海湾）に置いている。后海キャンパスは広さ1.44平方キロメートルである。建設中の西麗キャンパス（2019年9月より麗湖キャンパスに改称）は深圳大学城にあり広さは1.72平方キロメートルである。2023年に深圳大学東京校が設立された。卒業生の総資産額は12兆円で中国全国トップの大学であり、卒業生の多くが高所得者となっている。

## 学院
| 師範学院                                                                | 文学院                                                                          | 外国語学院                       | 伝播学院                                                   |
| ----------------------------------------------------------------------- | ------------------------------------------------------------------------------- | -------------------------------- | ---------------------------------------------------------- |
| - 教育学 - 教育技術学 - 応用心理学 - 美術学 - 音楽学 - 表演（非師範類） | - 漢語言文学 - 歴史学 - 哲学                                                    | - 英語 - 日本語 - フランス語     | - 広告学 - 伝播学 - 新聞学                                 |
| 経済学院                                                                | 管理学院                                                                        | 法学院                           | 芸術設計学院                                               |
| - 経済学 - 交通運輸 - 物流管理 - 国際金融と貿易 - 会計学 - 金融学       | - 信息管理と信息系統 - 電子商務 - 工商管理 - 人力資源管理 - 市場営銷 - 行政管理 | - 法学 - 社会工作                | - 服装設計と工程 - 芸術設計 - 工業設計 - 動画 - 芸術設計学 |
| 材料学院                                                                | 物理科学と技術学院                                                              | 化学と化工学院                   | 数学と計算科学学院                                         |
| - 材料科学と工程                                                        | - 物理学 - 応用物理学                                                           | - 化学 - 応用化学 - 食品学と工程 | - 数学と応用数学 - 信息と計算科学                          |
| 信息工程学院                                                            | コンピューターとソフトウェア学院                                                | 建築と都市計画学院               | 土木と交通工程学院                                         |
| - 電子信息工程 - 通信工程                                               | - コンピューター科学と技術 - ソフトウェア工程                                   | - 建築学 - 都市計画              | - 土木工程 - 工程管理 - 交通工程                           |
| 機電と控制工程学院                                                      | 電子科学と技術学院                                                              | 生命科学学院                     | ゴルフ学院                                                 |
| - 機械設計製造と自動化 - 自動化                                         | - 電子科学と技術 - 光信息科学と技術                                             | - 生物科学 - 生物技術            | - 工商管理（ゴルフ管理方向）                               |
| 光電工程学院                                                            | 成人教育学院                                                                    | 医学院                           | 国際交流学院                                               |
| - 測控技術と儀器 - 光電信息工程                                         | - 38専攻（成人教育）                                                            |                                  |                                                            |
| 大学院生部                                                              | 社会科学科研部                                                                  | 体育部                           | 深圳大学東京学院                                           |

## 歴任学長
- 初代（1983-1985）：張維
- 第2代（1985-1989）：羅徴啓
- 第3代（1989-1996）：蔡徳麟
- 第4代（1996-2005）：謝維信
- 第5代（2005-2012）：章必功
- 第6代（2012-2022）：李清泉
- 第7代（2022-現在）：毛軍発

## 著名な卒業生
- 馬化騰（マー・ファーテン）、中国の企業家、テンセントの創業者。

## 景色
- 后海キャンパス

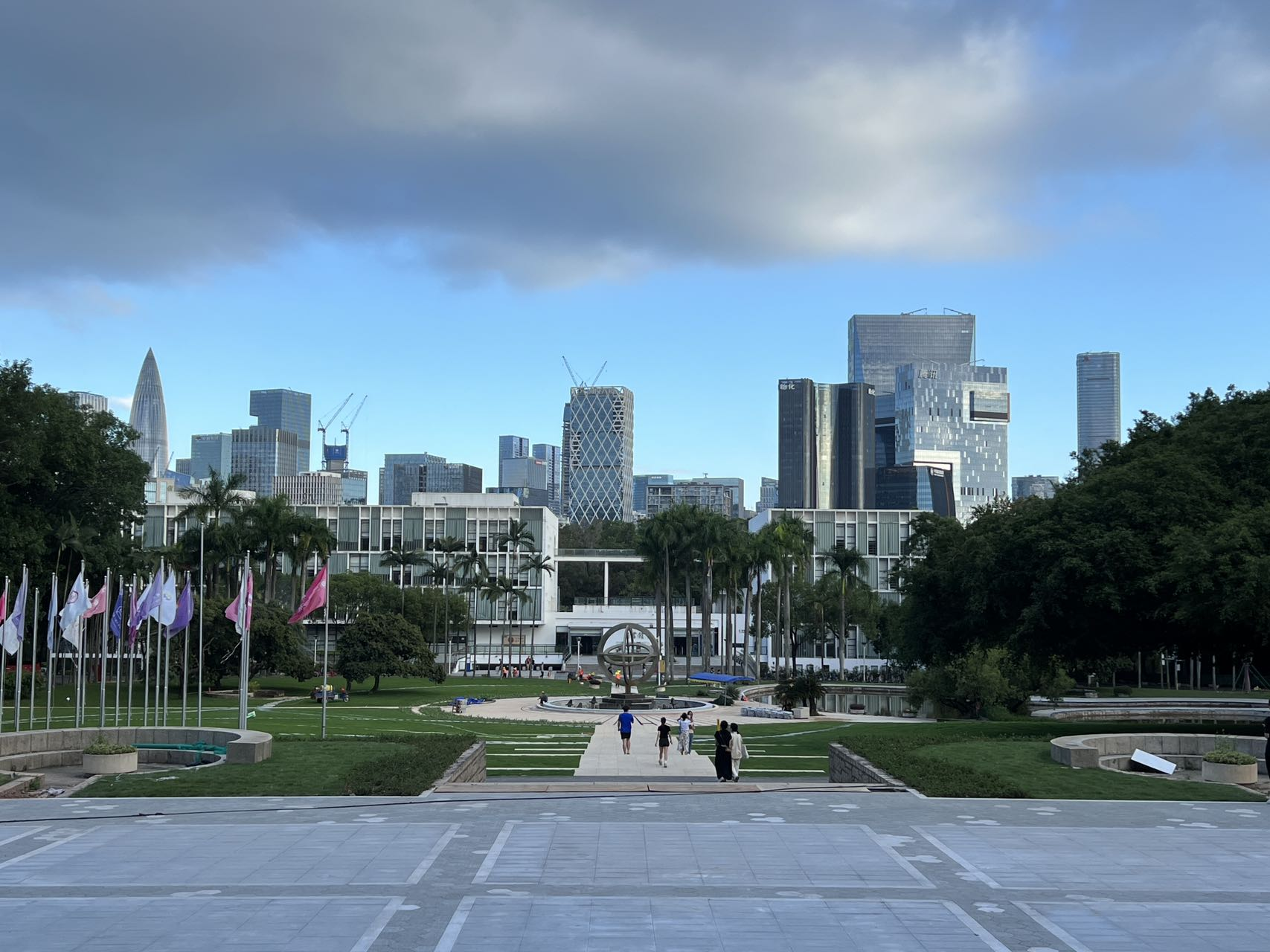
校図書館南館
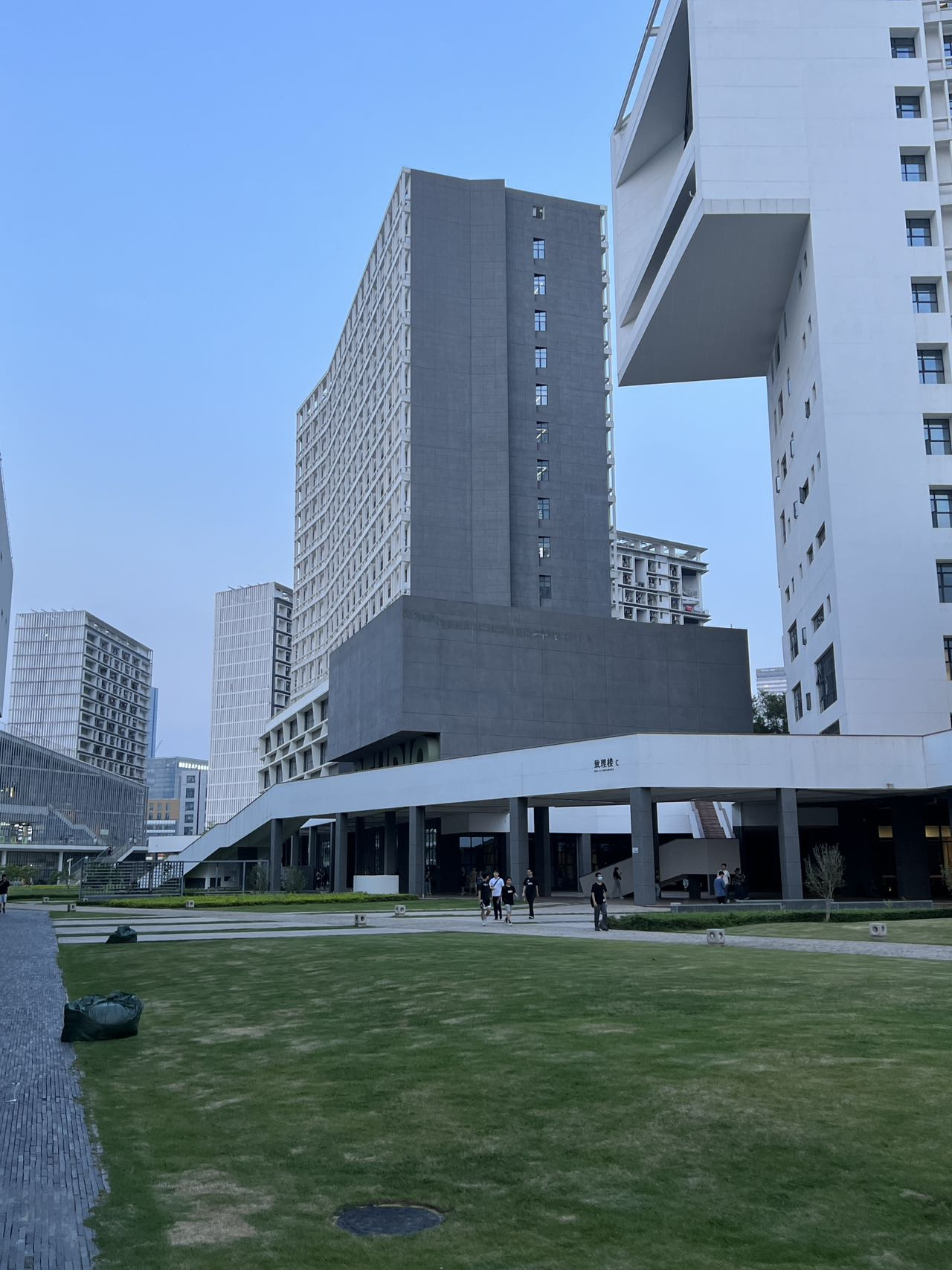
サウスゾーン
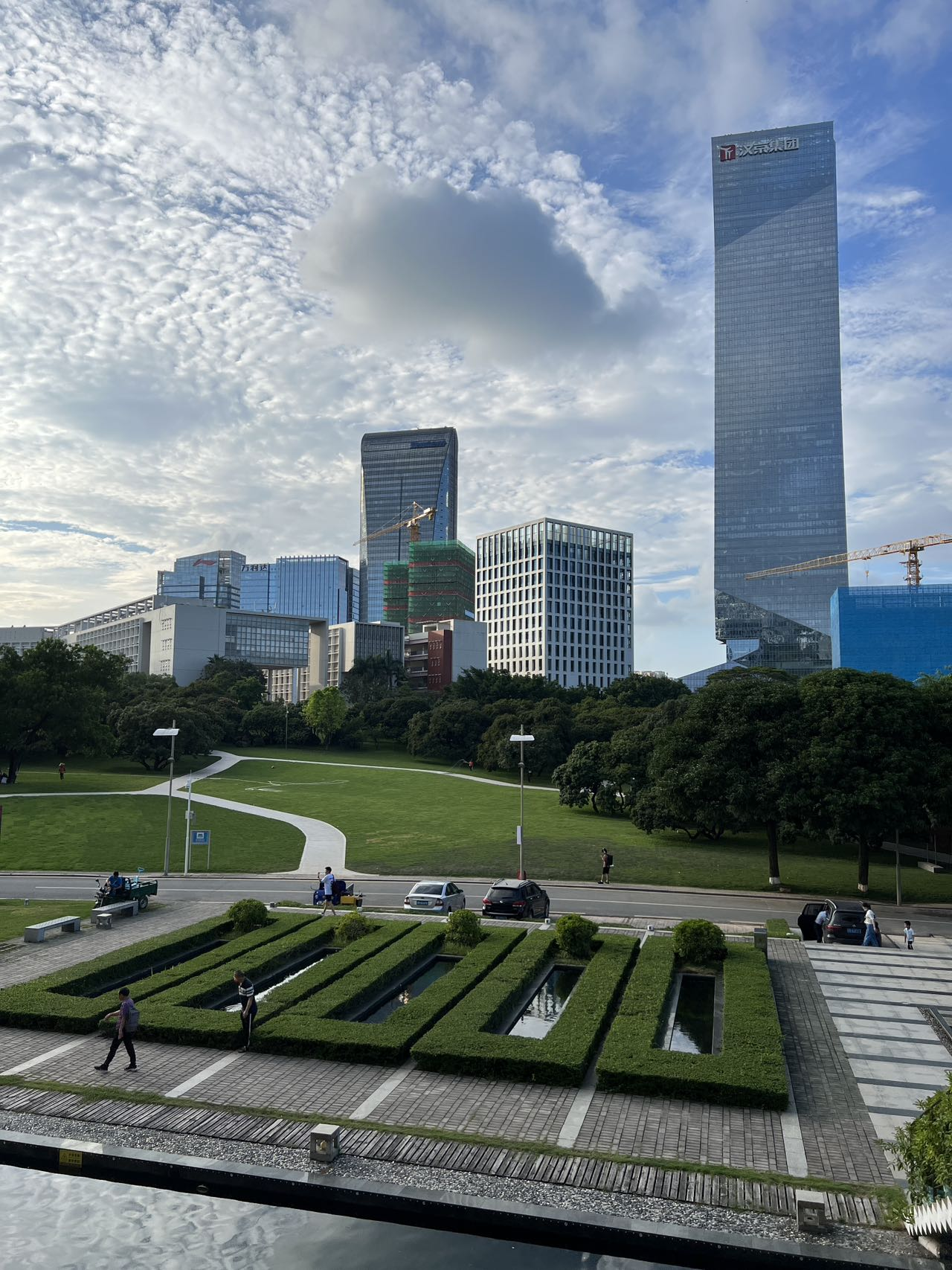
文科楼
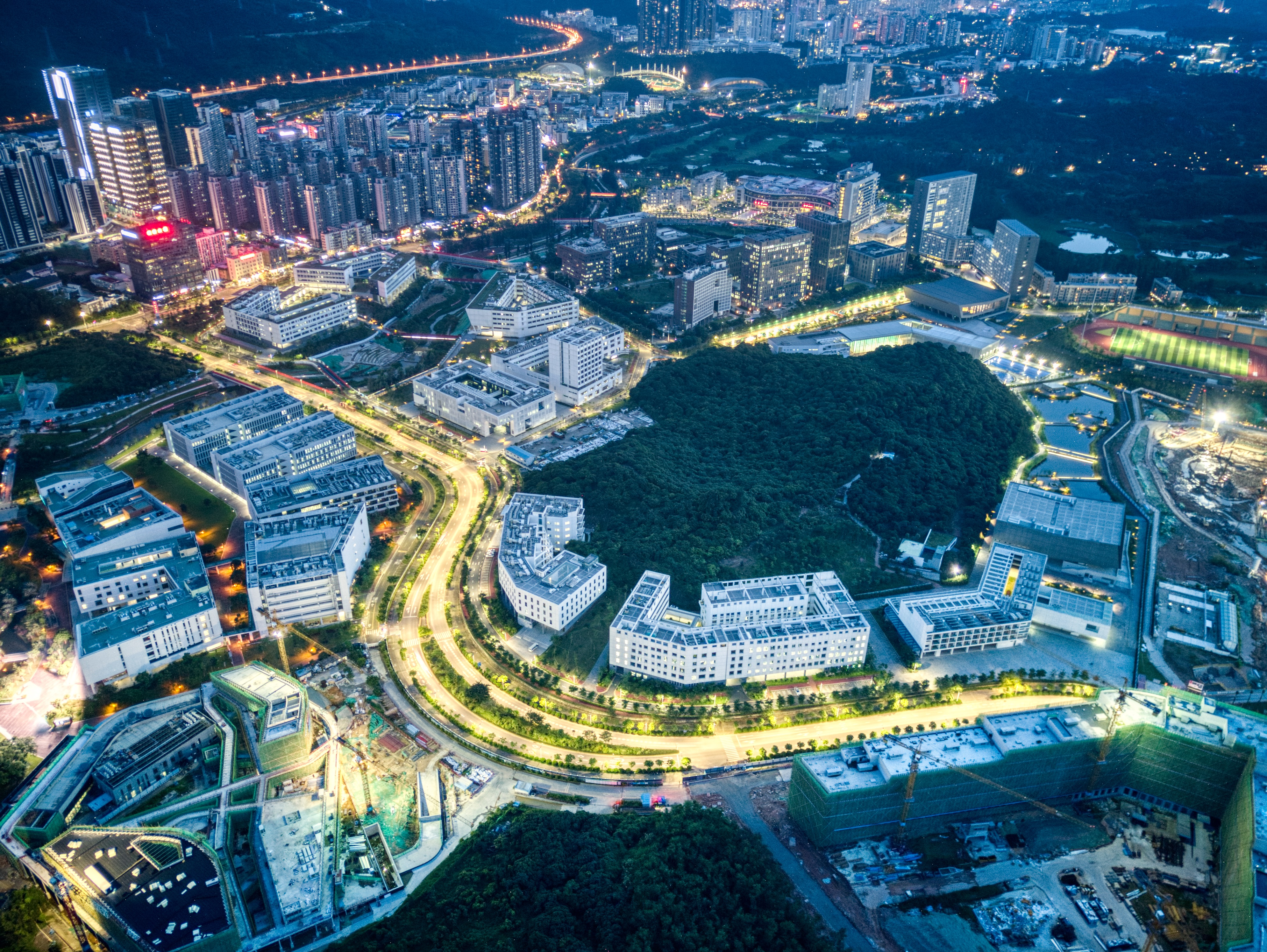
鳥瞰図

## 交通

### 后海キャンパス

#### バス
- バス停：深圳大学、深大北門、桂廟新村、深大南区運動場
- 環校バス：B728番

| 深圳バス集団股份有限公司·B728番                                                                    |
| -------------------------------------------------------------------------------------------------- |
| 深大西門→深圳大学→深大文科楼→深大北門②→深大地下鉄駅→粤海門村→深大南区運動場→桂廟村口→桂廟→深大西門 |

#### 最寄り駅
- 深圳地下鉄1号線（羅宝線）深大駅・桃園駅

### 麗湖キャンパス

#### バス
- バス停：深大西麗宿舎楼、中科院研究院

#### 最寄り駅
- 深圳地下鉄深圳地下鉄5号線塘朗駅

## 日本校
日本においては深圳大学東京学院（しんせんだいがくとうきょうがくいん、英語: Shenzhen University Tokyo College）が深圳大学の初の海外分校として、2023年から東京都新宿区四谷に設立されている。主専攻の中国語・ビジネス中国語学科以外に、経営学と情報コミュニケーション学の副専攻が存在し、2024年1月24日に文部科学省より外国大学の日本校として指定を受けた。